# Missile

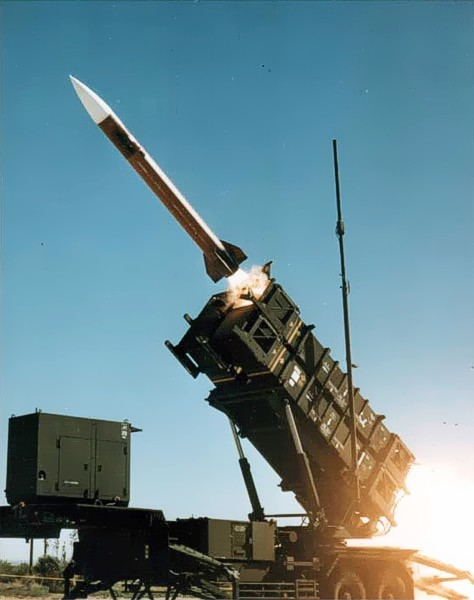
Il lancio di un missile antimissile Patriot

Un missile è, in generale, un sinonimo di proiettile, cioè qualcosa che è lanciato (o spinto) allo scopo di percorrere un determinato spazio seguendo una traiettoria balistica. Il termine viene utilizzato principalmente per definire un oggetto dotato di propulsione a razzo e munito di un sistema di guida.

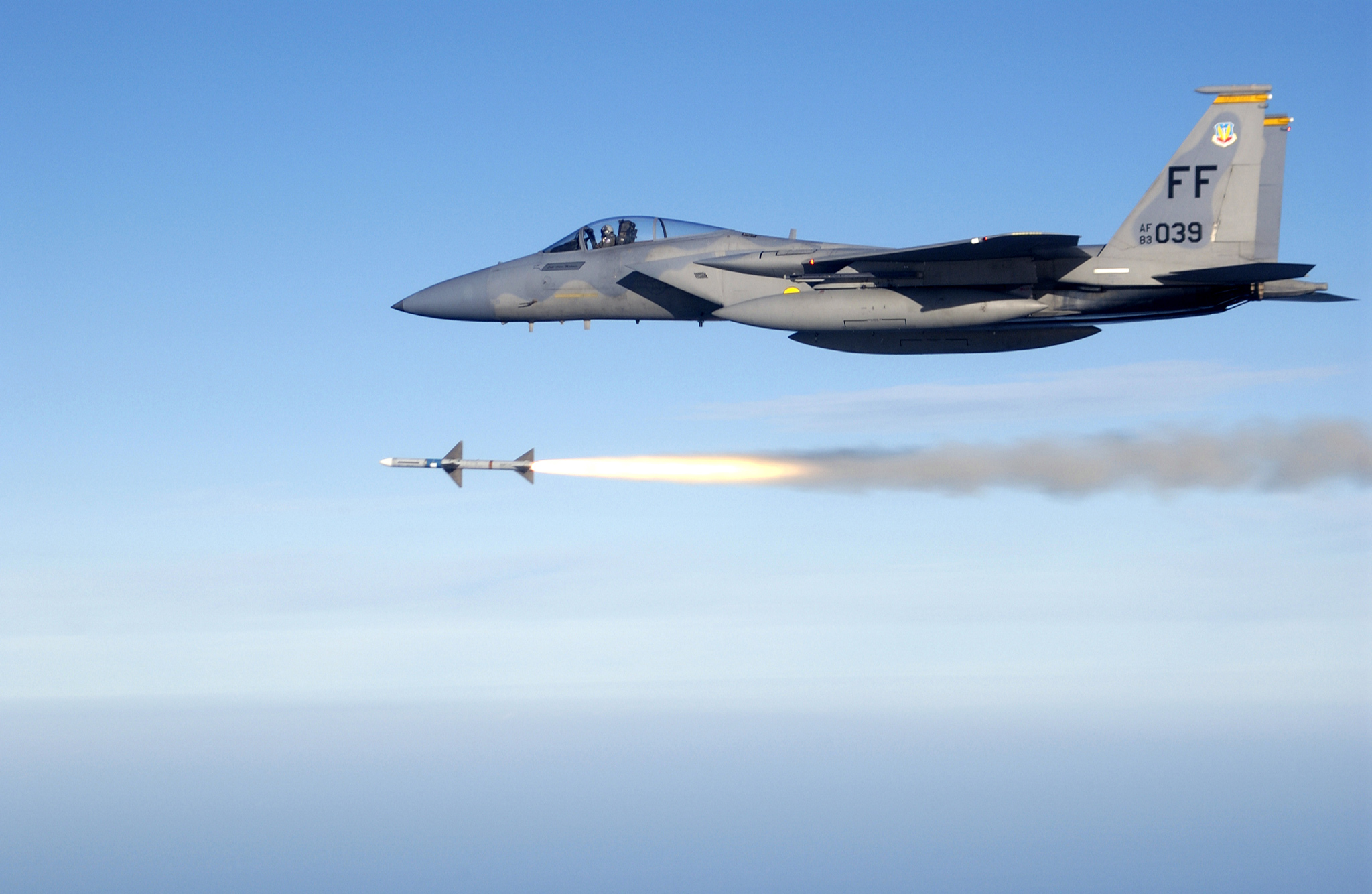
Missile aria-aria AIM-7 Sparrow lanciato da un F-15

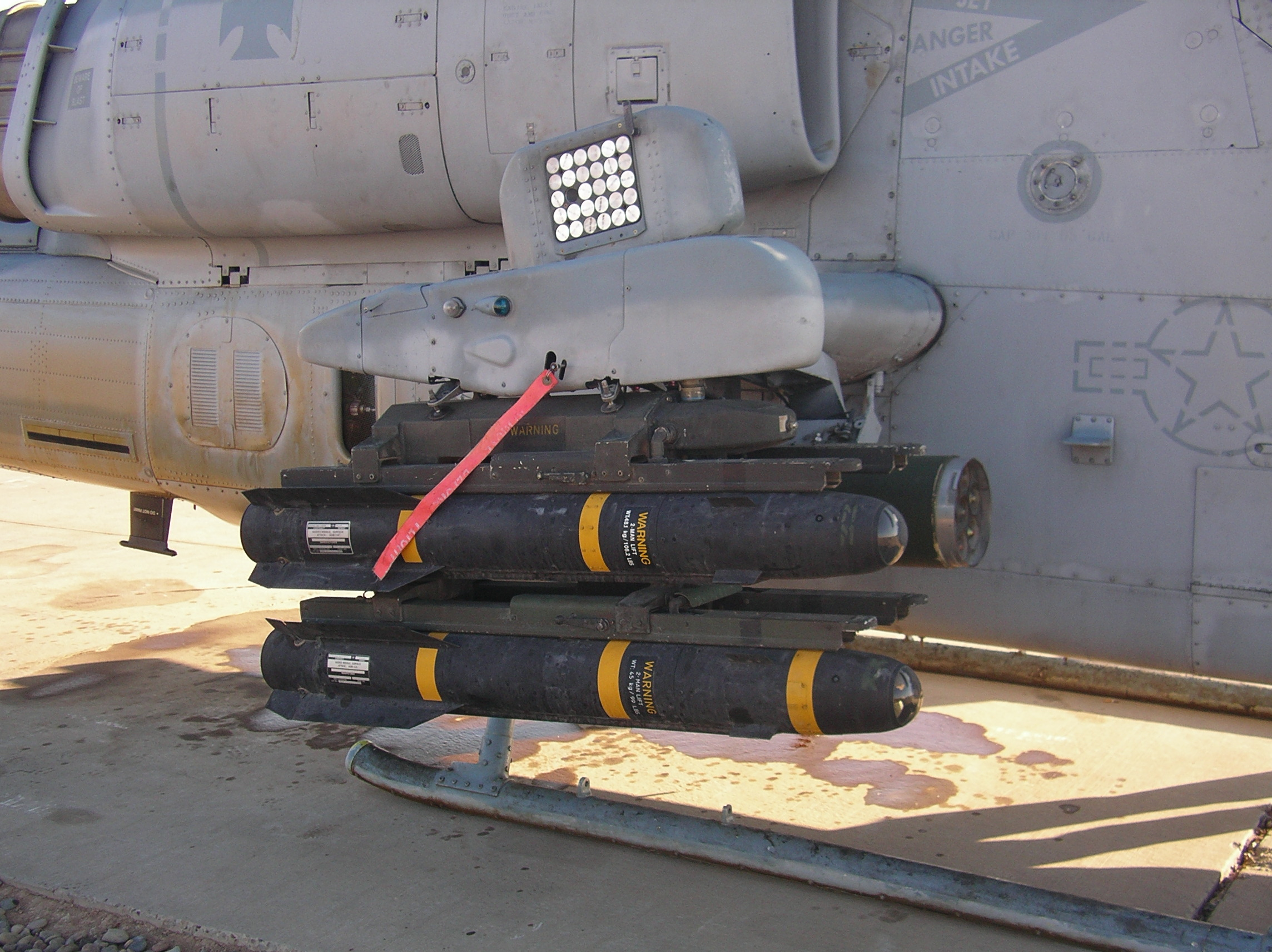
Missile aria-superficie AGM-114 Hellfire montato su un elicottero Bell AH-1 Cobra

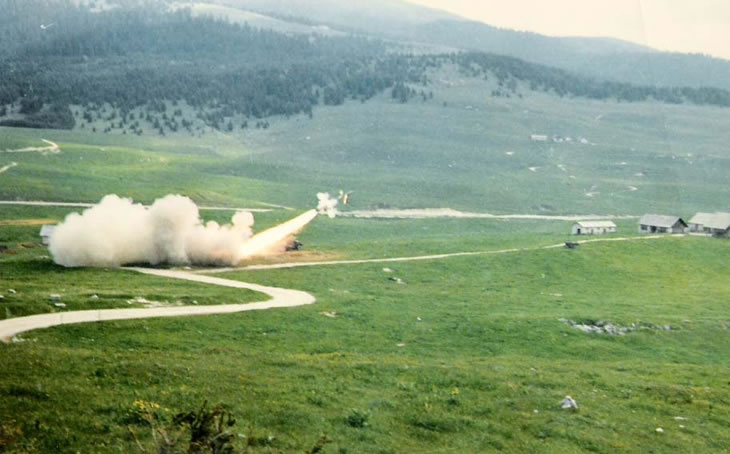
Missile superficie-superficie Honest John

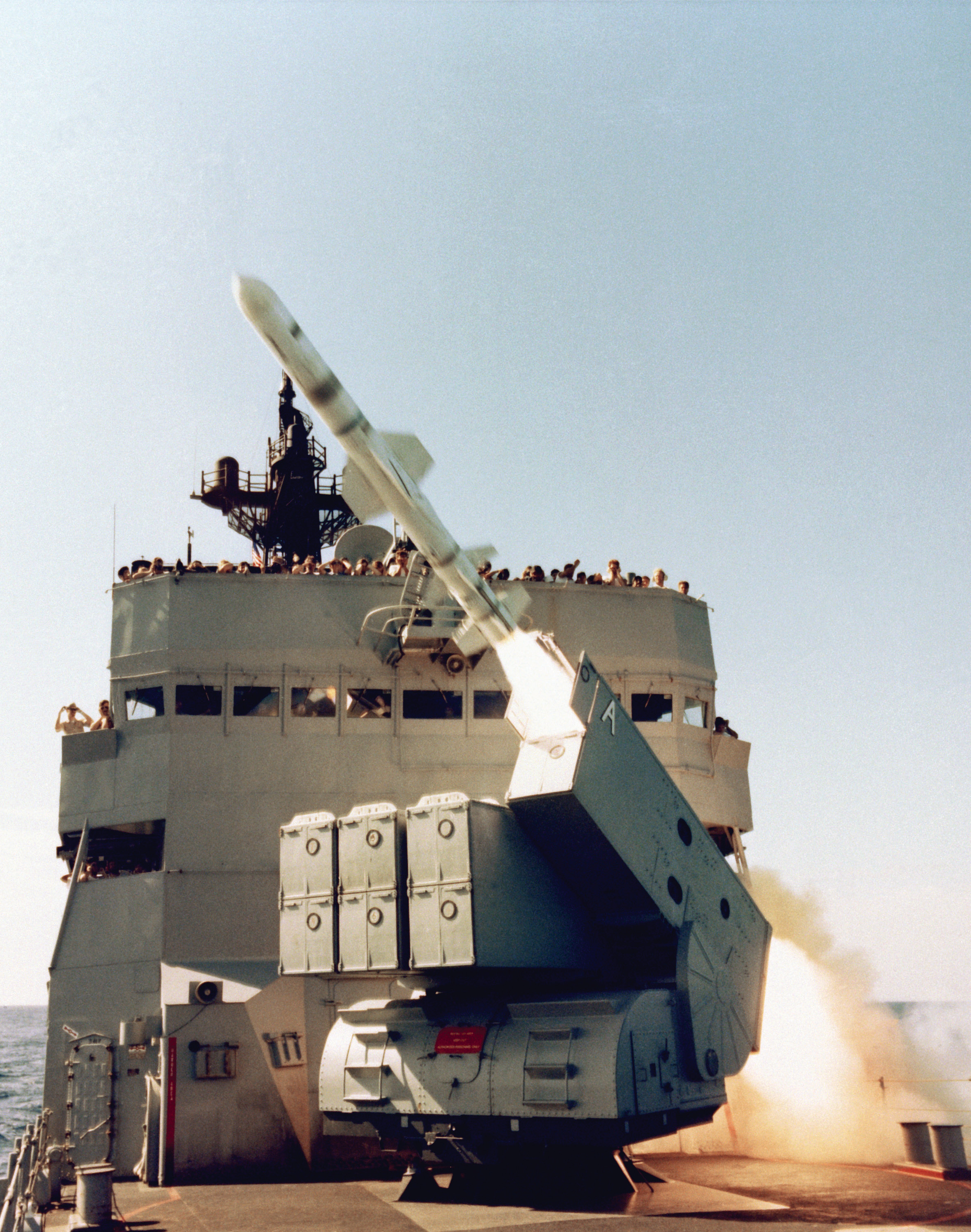
Missile anti-nave Harpoon lanciato dalla USS Badger (FF-1071)

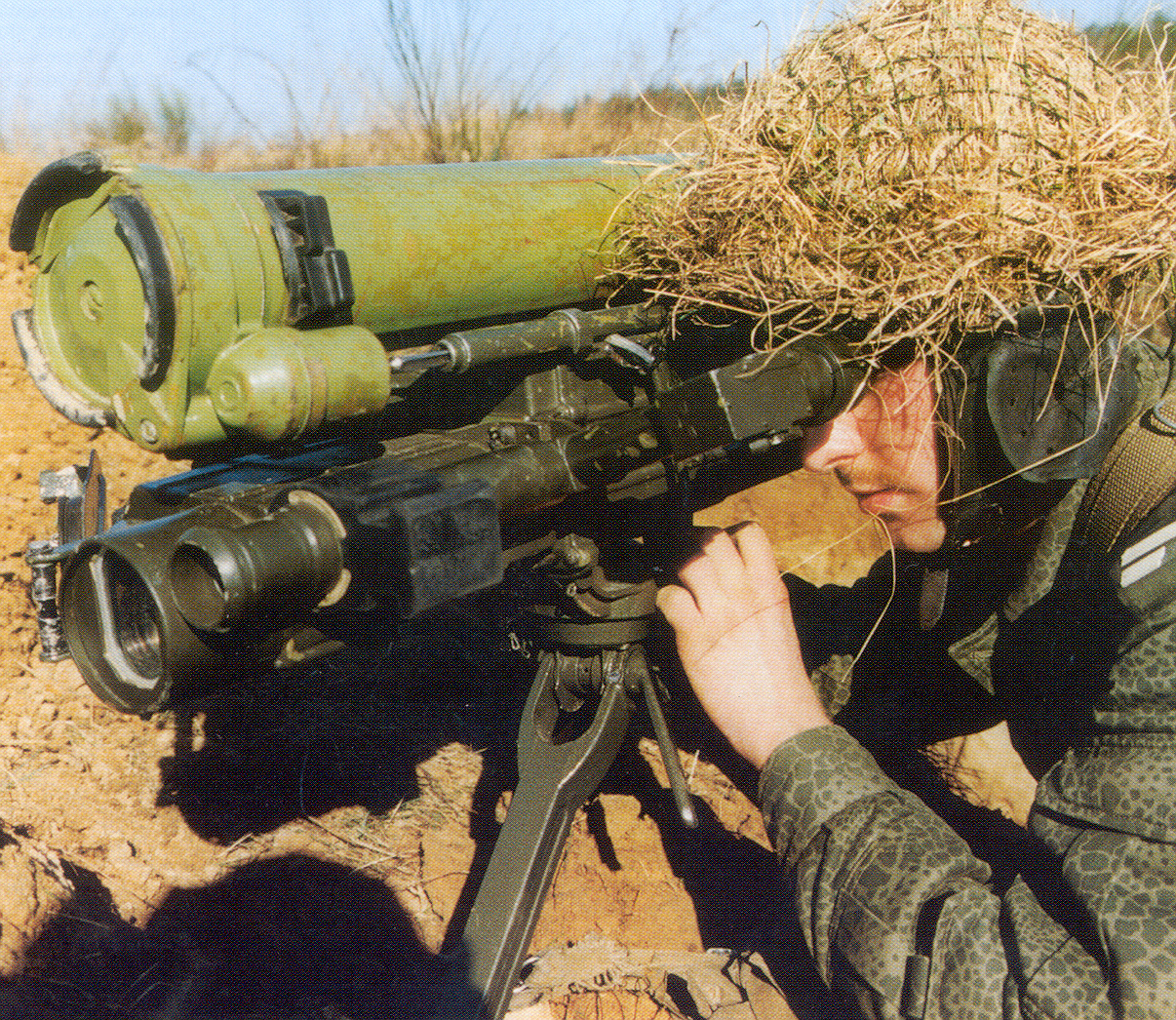
Missile guidato anticarro Metis

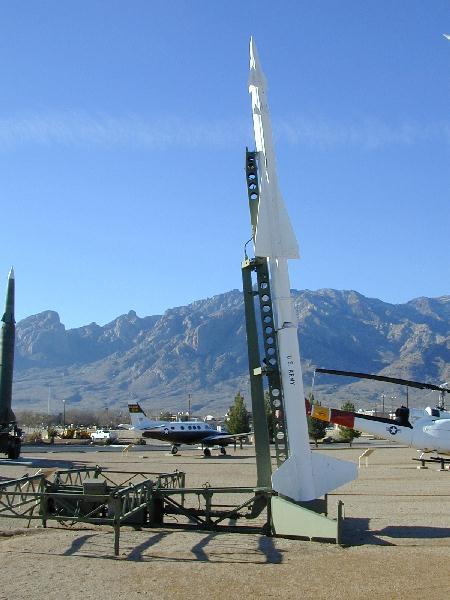
Missile terra-aria MIM-3 Nike Ajax

## Etimologia
Il termine “missile” deriva dal latino missĭlis, derivazione di missus participio passato di mittĕre cioè "mandare, scagliare"; significa quindi "mandato, scagliato".
Questo in riferimento alle glandes missilis ossia “ghiande-missili” scagliate dagli antichi frombolieri romani contro i nemici.

## Descrizione
In generale, si usa il termine "razzo" per un sistema non guidato e "missile" per un sistema guidato: in entrambi i casi sono dotati di motori a reazione per la loro propulsione, siano essi esoreattori (soprattutto per i missili da crociera) o endoreattori.
I missili sono utilizzati soprattutto nella guerra come mezzi di trasporto di una forza distruttiva (solitamente una testata esplosiva) su un obiettivo. Oltre all'esplosivo, altre forme di carichi distruttivi presenti sui missili possono essere testate chimiche, biologiche o nucleari. A volte sono stati utilizzati per trasportare carichi destinati a sabotare tecnologicamente le infrastrutture senza nuocere alle persone. Ad esempio, nella guerra del Golfo, dei missili Cruise (missili da crociera) furono usati per disabilitare delle centrali elettriche grazie a dei cortocircuiti causati da striscioline di materiale conduttore disperse nell'area delle interconnessioni della centrale alla rete elettrica.
I missili che coprono gran parte della loro traiettoria in volo senza spinta, e che non usano la variazione dell'aerodinamica per cambiare repentinamente direzione o per inseguire un bersaglio, vengono chiamati "missili balistici" (perché sono in gran parte governati solamente dalle leggi della balistica).
La gamma dei missili è molto vasta: può essere considerato missile anche una pietra lanciata da una fionda o una catapulta, fino ad arrivare ad un Minuteman III, un missile balistico intercontinentale (ICBM) con testate nucleari multiple. I moderni ICBM, i più grandi missili finora sviluppati, rappresentano la più distruttiva arma mai creata dall'uomo.

### Elementi fondamentali
I missili che hanno la capacità di manovra in aria possono essere guidati e sono conosciuti come "missili guidati". Questi, fanno capo a "sistemi d'arma" che hanno tre componenti chiave:
- sistema di inseguimento;
- sistema di guida;
- sistema di volo.

Un sistema di inseguimento individua l'obiettivo del missile. Ciò può essere dato da una persona che mira a vista sull'obiettivo (distante dal missile) o un sistema (inseguitore) automatico. Questi ultimi usano la radiazione che emette l'obiettivo. I sistemi automatici passivi usano la radiazione inerente emessa direttamente dall'obiettivo, solitamente calore o luce, ma i missili destinati ad attaccare obiettivi particolari, possono usare le onde radio. Gli inseguitori automatici attivi puntano sull'obiettivo che è illuminato dalla radiazione. L'obiettivo può essere individuato tramite una rappresentazione con la luce (a volte infrarossi) o con onde radio (radar) che possono essere rilevate dal missile. La radiazione che serve ad individuare l'obbiettivo può provenire dal missile stesso o da una stazione a distanza (per esempio, una stazione su un colle può individuare un obiettivo con un dispositivo laser e questo può essere usato per dirigere un missile guidato aereo).
Un sistema di guida prende i dati dai sistemi di inseguimento e di volo del missile e sviluppa un percorso di volo destinato a intercettare l'obiettivo. Produce i comandi per il sistema di volo.
Il sistema di volo consente le manovre del missile.  Ci sono due sistemi principali: spinta vettoriale (per i missili che sono alimentati durante la fase di guida del loro volo) e manovramento aerodinamico (ali, alettoni, ecc).
Ci sono alcune somiglianze fra i missili guidati e le bombe guidate.  Una bomba guidata, fatta cadere da un velivolo, non è alimentata da un motore ed usa le alette aerodinamiche per manovrare in orizzontale mentre cade verticalmente.

### Tipi di missili
- missile aria-aria (AAM in inglese)
- missile aria-superficie (AGM in inglese)
- missile superficie-superficie (SSM in inglese)
- missile anti-balistico (ABM in inglese)
- missile anti-satellite (ASAT in inglese)
- missile anti-nave (ASM o AShM in inglese)
- missile guidato anticarro (ATGM in inglese)
- missile terra-aria (SAM in inglese)
- missile filoguidato (TOW in inglese)
- missile da crociera (GLCM o ALCM o SLCM in inglese)
- Missile balistico
  - Missile balistico a corto raggio (SRBM in inglese)
  - Missile balistico a medio raggio (MRBM in inglese)
  - Missile balistico a raggio intermedio (IRBM in inglese)
  - Missile balistico intercontinentale (ICBM in inglese)
  - Missile balistico per sottomarini (SLBM in inglese)
  - Missile balistico aviolanciato (ALBM in inglese)
  - Missile balistico tattico